# Галица
 Тази статия е за селото в Румъния.  За селото в Гърция вижте Галица (дем Агринио).  
Галица (на румънски: Galița) е село в окръг Кюстенджа, Северна Добруджа, Румъния.

## История
Запазени са сведения за етнически българи - членове на местата управа от 1917 г., които от името на местните жители телеграфират до министър-председателя на Царство България и пълномощните министри на Германия, Австро-Унгария и Турция с искане за освобождаване на всички добруджанци, откарана от румънските власти по време на Първата световна война.
До 1940 година в Галица има българско население, което се изселва в България по силата на подписаната през септември същата година Крайовската спогодба.

## Личности
Родени в Галица
- Георги Кардашев (р. 1932), български политик от БКП